# 朴志暎
朴志暎（1969年1月25日—），或譯朴志映，常見錯譯為朴智英，韓國女演員，1989年MBC第19期公開招募演員出身。

## 演出作品

### 電視劇
- 1992年：SBS《金盞花》
- 1993年：KBS《想念你的時候》
- 1995年：KBS《張綠水》
- 1997年：KBS《慕情之江》
- 1997年：MBC《不能忘記》
- 1998年：MBC《與敵人居住在一起》
- 2000年：KBS《小蓋子》飾演 白尚蘭
- 2000年：MBC《棘魚》
- 2000年：KBS《同住真好》
- 2001年：KBS《東洋劇場》
- 2001年：KBS《像漫畫一樣》
- 2001年：KBS《羨慕同壻》
- 2002年：MBC《我為何與爸爸不同姓》
- 2002年：KBS《女高同窗生》
- 2003年：MBC《用生命去愛你》
- 2004年：SBS《郊遊街的女人》
- 2004年：SBS《土地》
- 2008年：MBC《你是誰》飾演 孫英仁爸爸的女朋友
- 2010年：MBC《現在還想結婚的女人》飾演 夏敏宰媽媽
- 2011年：KBS《浪漫小鎮》飾演 吳賢珠
- 2013年：KBS《天命：朝鮮版逃亡者故事》飾演 文定王后
- 2014年：MBN《天國的眼淚》飾演 柳善晶
- 2016年：SBS《嫉妒的化身》飾演 房智英
- 2016年：SBS《月之戀人－步步驚心：麗》飾演 神明順成王太后劉氏
- 2017年：tvN《她愛上了我的謊》 飾演 柳賢廷
- 2017年：SBS《操作》飾演 車妍秀
- 2017年：OCN《救救我》飾演 姜恩實
- 2018年：SBS《油膩的Melo》飾演 蔡雪子
- 2019年：SBS《偵探醫生》飾演 孔日順
- 2020年：MBC《當我最漂亮的時候》飾演 金蓮智
- 2021年：JTBC《人間失格》飾演 鄭雅蘭
- 2021年：MBC《衣袖紅鑲邊》飾演 趙尚宮
- 2022年：TVING《我只是還沒全力以赴》
- 2022年：KBS《現在很美麗》飾演 陳水晶／李正恩
- 2022年：tvN《小女子》飾演 安熙妍
- 2023年：SBS《惡鬼》飾演 尹暻文
- 2023年：KBS《婚禮大捷》飾演 朴昭賢夫人
- 2024年：tvN《媽媽朋友的兒子》飾演 羅美淑
- 2024年：ENA《碰撞搜查線》飾演 申素定（特別出演）
- 2024年：KBS《熨斗家庭》飾演 高鳳熙

### 電影
- 1999年：《這個老爸真花心》
- 2007年：《優雅的世界》饰演 许美龄
- 2009年：《向著大海，再一步》饰演 妍熙
- 2010年：《下女》饰演 海拉的母亲
- 2012年：《后宮：帝王之妾》饰演 大妃
- 2015年：《憤怒的律師》饰演 朱代表
- 2016年：《犯罪的女王》饰演 美京
- 2018年：《小公女》饰演 不动产社长
- 2019年：《記憶》饰演 研究员K
- 2020年：《湖畔酒店》饰演 京善
- 2020年：《哦！文姬》饰演 宋院长
- 2022年：《犯罪都市2》饰演 金仁淑
- 2024年：《窺鏡》飾演 慧妍
- 待定：《黑暗面》

## 獎項
- 2022年：KBS演技大獎：長篇電視劇部門 女子優秀演技獎 《現在很美麗》

## 外部連結
- NAVER
- 朴志暎的Instagram帳戶